# Cilici
I Cilici erano un popolo che occupava la regione dell'Asia Minore chiamata Cilicia.
Secondo la mitologia greca erano discendenti da Cilice, figlio di Agenore, che nel corso di varie peregrinazioni per cercare la sorella Europa arrivò in quella regione. 
Dopo la conquista romana, la Cilicia divenne una provincia romana e i Cilici assimilati.